# Symplocos sousae
Symplocos sousae är en tvåhjärtbladig växtart som beskrevs av F. Almeda. Symplocos sousae ingår i släktet Symplocos och familjen Symplocaceae. Inga underarter finns listade i Catalogue of Life.